# 雲の上のキスケさん
『雲の上のキスケさん』（くものうえのキスケさん）は、鴨居まさねによる日本の漫画作品。
『YOUNG YOU』（集英社）にて1997年6月号から2004年まで断続的に連載された。単行本はクイーンズコミックスより全5巻。

## あらすじ
大の雨嫌いななOL・眉子と、日光アレルギーの漫画家・小寺器裕（キスケさん）。
失恋し自棄になっていた眉子にキスケさんが、「漫画のモデルに」と申し込んだのをきっかけに、眉子は予想外に深みへとはまっていってしまう。

## 登場人物
石井 眉子（いしい まゆこ）
雨が嫌いなOL。28歳。恋人に勧められて事務職から営業職に移ったが、営業部のホープだった彼の成績も追い抜いてしまい「バカにした目で見られたくない」と言いがかりを付けられ振られてしまう。その日の夜、やけ酒を飲んでいたところをキスケさんにスカウトされる。
雨の日は偏頭痛に悩まされるなど体全体がダルく、起き上がるのも辛い体質の持ち主。小学生の頃成長が早く、胸が大きいことで色々辛い目に遭ったことから、胸にもコンプレックスを持つが、キスケさんとラブラブのカップルになってからは、コンプレックスも少し改善する。3人姉弟の長女。幼い頃に父親から虐待を受けていた。
高校時代の同級生・岡本に誘われ、自身のアトピー体質改善も兼ねて死海エステ店に見習いとして転職する。
小寺 器裕（こでら きすけ）
ギャグ漫画家。29歳。失恋しやけ酒をあおっていた眉子に、漫画のキャラクターのモデルになって欲しいと頼む。
日光アレルギーで、天気のいい日が嫌い。自宅の窓には遮光フィルムが貼ってある。外出するのは専ら夜の夜行性人間だが、眉子との日傘での相合傘デートも気に入っている。
岡本 太郎（おかもと たろう）
眉子の高校時代の同級生。岡本太郎と同姓同名のためあだ名は「バクハツ」だったが、眉子がきっかけで「岡ちゃん」に変わる。ゲイでキスケさんに興味を持つ。
美容師だったがあまり上手くいかず、ニューヨークでヘアメイクの勉強をし、現在はネイルショップの店長。
マニー (Money)
眉子の高校時代の同級生。華僑系のシンガポール人。美容関連商品の輸入会社を経営する。趣味はゴールド集め。
人見（ひとみ）
眉子が転職した死海エステ&治療店「デッドシー・ハウス」の店長。美容師の資格も持つ。
佐々木（ささき）
眉子より約3カ月遅れて「デッドシー・ハウス」に転職した女性。眉子より1歳年下。嫁姑問題で苦労した過去を持つが、現在は独身。美容師として10年間働いてきたが、人間関係に悩み辞めた。

## 書誌情報
鴨居まさね 『雲の上のキスケさん』 
- 集英社 〈クイーンズコミックス〉 全5巻
  1. 1998年12月17日発売、ISBN 4-08-864405-0
  2. 2000年06月19日発売、ISBN 4-08-864501-4
  3. 2000年12月15日発売、ISBN 4-08-864526-X
  4. 2002年02月19日発売、ISBN 4-08-864569-3
  5. 2004年03月19日発売、ISBN 4-08-864605-3

- ホーム社発行、集英社発売 〈集英社漫画文庫〉 全2巻
  1. 2010年6月18日発売、ISBN 978-4-8342-7479-0
  2. 2010年7月16日発売、ISBN 978-4-8342-7480-6